# Before Watchmen
Before Watchmen (en español Antes de Watchmen) es una serie de cómics publicados por DC Comics en 2012. Actuando como una precuela de la serie limitada de 12 números Watchmen de 1986 del escritor Alan Moore y el dibujante Dave Gibbons, el proyecto consta de ocho series limitadas y un one-shot (aunque inicialmente se planificaron dos) para un total de 37 números.

## Historia de la publicación
Moore declaró en 1985 que si la serie limitada Watchmen fuese bien recibida, él y Gibbons posiblemente crearían una serie de precuela de 12 números llamada Minutemen con el grupo de superhéroes de 1940 de la historia. En DC ofrecieron a Moore y Gibbons la oportunidad de publicar precuelas de la serie, como El diario de Rorschach o El diario de guerra de Vietnam de El Comediante, así como insinuaron la posibilidad de que otros autores utilizasen el mismo universo. Las historias de las experiencias de la guerra de Vietnam de El Comediante fueron rumoreadas porque The 'Nam era popular en ese momento, mientras que otra sugerencia era, según Gibbons, la de un «Equipo Búho Nocturno/Rorschach» (al estilo de Randall and Hopkirk (Deceased), y también en el sentido de que los personajes de Charlton originales Blue Beetle y The Question habían trabajado juntos como equipo de vez en cuando). Ninguno de los dos sintió que las historias hubieran ido a ninguna parte, con Moore particularmente firme en que DC no siguiese con historias de otras personas. Gibbons se sintió más atraído por la idea de una serie de Minutemen, porque habría «[rendido] homenaje a la simplicidad y naturaleza poco sofisticada de los cómics de la Edad de Oro, con el interés dramático añadido de que sería una historia cuya conclusión ya se conoce. Sería, quizás, interesante ver cómo llegamos a la conclusión».
En 2010, Moore le dijo a Wired que DC le ofreció los derechos de Watchmen anteriormente esa misma semana, si aceptaba los proyectos de precuela y secuela. Moore dijo que «si hubiesen dicho eso hace 10 años, cuando les pregunté por eso, entonces sí podría haber funcionado... Pero en estos días no quiero a Watchmen de vuelta. Ciertamente, no quiero que vuelva bajo ese tipo de términos». Los coeditores de DC Comics Dan DiDio y Jim Lee respondieron: «DC Comics solo volvería a visitar a estos personajes icónicos si la visión creativa de cualquier nueva historia propuesta coincidiera con la calidad establecida por Alan Moore y Dave Gibbons hace casi 25 años, y nuestra primera discusión sobre cualquier cosa de esto sería naturalmente con los propios creadores».
Después de meses de rumores sobre un posible proyecto de continuación de Watchmen, en febrero de 2012 DC anunció siete series limitadas de precuela bajo el nombre "Before Watchmen": Rorschach, Minutemen, Dr. Manhattan, Comediante, Espectro de Seda, Búho Nocturno, y Ozymandias. Los libros fueron escritos por J. Michael Straczynski, Brian Azzarello, Darwyn Cooke y Len Wein, y dibujados por Lee Bermejo, J. G. Jones, Adam Hughes, Andy Kubert, Joe Kubert y Amanda Conner. Cada número presentaba una entrega de dos páginas de la serie de respaldo «La maldición del Corsario Carmesí» escrita por Len Wein y dibujada por el colorista original de Watchmen John Higgins. El respaldo se inspiró en la historia dentro de una historia Relatos del navío negro del Watchmen original. Un one-shot Before Watchmen: Epílogo fue anunciado pero nunca publicado.
Gibbons declaró: 

La serie original de Watchmen es la historia completa que Alan Moore y yo queríamos contar. Sin embargo, aprecio las razones de DC para esta iniciativa y el deseo de los dibujantes y escritores involucrados de rendir homenaje a nuestro trabajo. Que estas nuevas incorporaciones tengan el éxito que desean.

Moore criticó el proyecto, calificándolo de «completamente descarado», y afirmó que no estaba interesado en la compensación monetaria, sino que «Lo que quiero es que esto no suceda». Moore explicó:

Lo que la industria del cómic ha dicho efectivamente es: «Sí, este fue el único libro que nos hizo brevemente especiales y eso fue porque no era como todos los otros libros». Watchmen era algo independiente del resto y tenía la integridad de una obra literaria. Lo que han decidido ahora es: «entonces, cambiémoslo a un cómic regular que pueda funcionar indefinidamente y tener spin-offs» y «hagámoslo lo más excepcional posible». Como digo, están haciendo esto porque no les queda otra opción, evidentemente.

## Títulos

### Before Watchmen: Minutemen(seis números)
Escritor/dibujante: Darwyn Cooke
Hollis Mason, el Búho Nocturno original, relata sus hazañas con Los Minutemen durante la década de 1940 mientras que, en medio de su retiro, se enfrenta a la oposición a la publicación de su autobiografía reveladora, Bajo la máscara, a principios de la década de 1960. Aunque retomó en gran medida las historias de fondo de ciertos personajes sugiriendo que gran parte de Bajo la máscara eran mentiras sucias y encubrimientos, debutó con críticas positivas.

### Before Watchmen: Espectro de Seda(cuatro números)
Escritores: Darwyn Cooke y Amanda Conner. Dibujante: Amanda Conner
La historia sigue a Laurie Jupiter mientras se rebela contra los esfuerzos de su madre Sally para que Laurie la reemplace como Espectro de Seda. Laurie se escapa con su novio para descubrirse en la contracultura en la década de los 60 de San Francisco. La historia debutó con críticas mixtas.

### Before Watchmen: Comediante(seis números)
Escritor: Brian Azzarello. Dibujante: J. G. Jones
La historia revela la historia de El Comediante con la familia Kennedy durante sus hazañas en la violenta Era de Vietnam. Debutó en su mayoría con críticas negativas.

### Before Watchmen: Búho Nocturno(cuatro números)
Escritor: J. Michael Straczynski. Dibujantes: Andy y Joe Kubert
La trama tiene lugar a principios de la década de 1960, donde Daniel Dreiberg, con 17 años, es entrenado por Hollis Mason, el Búho Nocturno que lideró el equipo de vigilantes Los Minutemen, mientras narra sus primeras aventuras como el segundo Búho Nocturno. Dreiberg y Rorschach no se llevaban bien, pero comenzaron una asociación temprana cuando comienzan a mirar una serie de asesinatos de prostitutas. Ambos recordaron el abuso que sufrieron sus madres cuando eran niños. Búho Nocturno, sin darse cuenta, permite la seducción en su mundo de vigilantismo, cortesía de la dominatrix madam The Twilight Lady, mientras Rorschach se vuelve hacia la religión, reuniendo al dúo para resolver el caso. La historia debutó con críticas en su mayoría positivas.

### Before Watchmen: Ozymandias(seis números)
Escritor: Len Wein. Dibujante: Jae Lee
Mientras espera el momento final para que su plan maestro se desarrolle como pretendía, Ozymandias reflexiona sobre lo que lo llevó allí y hace una grabación autobiográfica de su vida que abarca desde 1939 hasta 1985 (cuando tiene lugar la historia de Watchmen). Vemos sus primeros estudios y aventuras, los inicios de su imperio financiero y su carrera en la lucha contra el crimen, y sus primeros encuentros desconcertantes con El Comediante y Doctor Manhattan, el último de los cuales lo impulsó a construir su fortaleza antártica de Karnak, ayuda para resolver la crisis de los misiles en Cuba, y se retira de la lucha contra el crimen para concentrarse en salvar el mundo a toda costa. La historia debutó con críticas en su mayoría positivas.

### Before Watchmen: Rorschach(cuatro números)
Escritor: Brian Azzarello. Dibujante: Lee Bermejo
La historia sigue a Rorschach en la ciudad de Nueva York, 1977, donde sus actividades de lucha contra el crimen hacen que sea blanco de un señor del crimen que maneja drogas y prostitución en el sórdido Times Square. Mientras se enfoca en la banda, Rorschach comete el error de permitir que otro depredador opere sin ser cuestionado. La historia debutó con críticas mixtas.

### Before Watchmen: Dr. Manhattan(cuatro números)
Escritor: J. Michael Straczynski. Dibujante: Adam Hughes
La historia explora los diferentes universos que Doctor Manhattan, alias Jon Osterman, percibe simultáneamente. También agrega un nuevo elemento notable a la historia de fondo de Osterman al revelarlo como un inmigrante alemán medio judío que escapó con su padre del Tercer Reich a América; en la serie original de Watchmen, no se suponía que fuera otra cosa que estadounidense. Debutó con críticas positivas.

### Before Watchmen: Moloch(dos números)
Escritor: J. Michael Straczynski. Dibujante: Eduardo Risso
Moloch, alias Edgar William Jacobi, fue un ex-némesis de los Minutemen. Esta historia revela información sobre la infancia de Moloch, su giro a la villanía y nuevos detalles acerca de su muerte. Según el sitio web de agregación de reseñas Comic Book Roundup, la serie recibió una puntuación media de 5.8/10 basada en 12 críticas.

### Before Watchmen: Dollar Bill(one-shot)
Escritor: Len Wein. Dibujante: Steve Rude
La historia explora a Bill Brady, el superhéroe patrocinado por corporaciones y miembro del equipo de Minutemen conocido como Dollar Bill.

### No publicado

#### Before Watchmen: Epílogo(one-shot)
Escritores: Varios. Dibujantes: Varios
El one-shot planeado Epílogo fue cancelado. Habría presentado una historia del Corsario Carmesí escrita por Len Wein y dibujada por John Higgins. Higgins también había escrito y dibujado los artículos de respaldo del Corsario Carmesí que aparecen en muchas de las publicaciones de Before Watchmen.

## Ediciones recopiladas
DC ha recopilado Before Watchmen en cuatro colecciones de tapa dura y tapa blanda, agrupadas por autor.
- Darwyn Cooke: Before Watchmen: Minutemen/Espectro de Seda
- Brian Azzarello: Before Watchmen: Comediante/Rorschach
- J. Michael Straczynski: Before Watchmen: Búho Nocturno/Dr. Manhattan (también incluye Before Watchmen: Moloch)
- Len Wein: Before Watchmen: Ozymandias/Corsario Carmesí (también incluye Before Watchmen: Dollar Bill)
- Before Watchmen Omnibus (ISBN 978-1401285517) recopila los 37 números en un volumen de 1064 páginas.

## Otros medios
La serie de televisión Watchmen se desarrolla años después del cómic original e incluye varios eventos de Before Watchmen adaptados en el universo como una serie de televisión titulada American Hero Story: Minutemen.